# Major parkinson

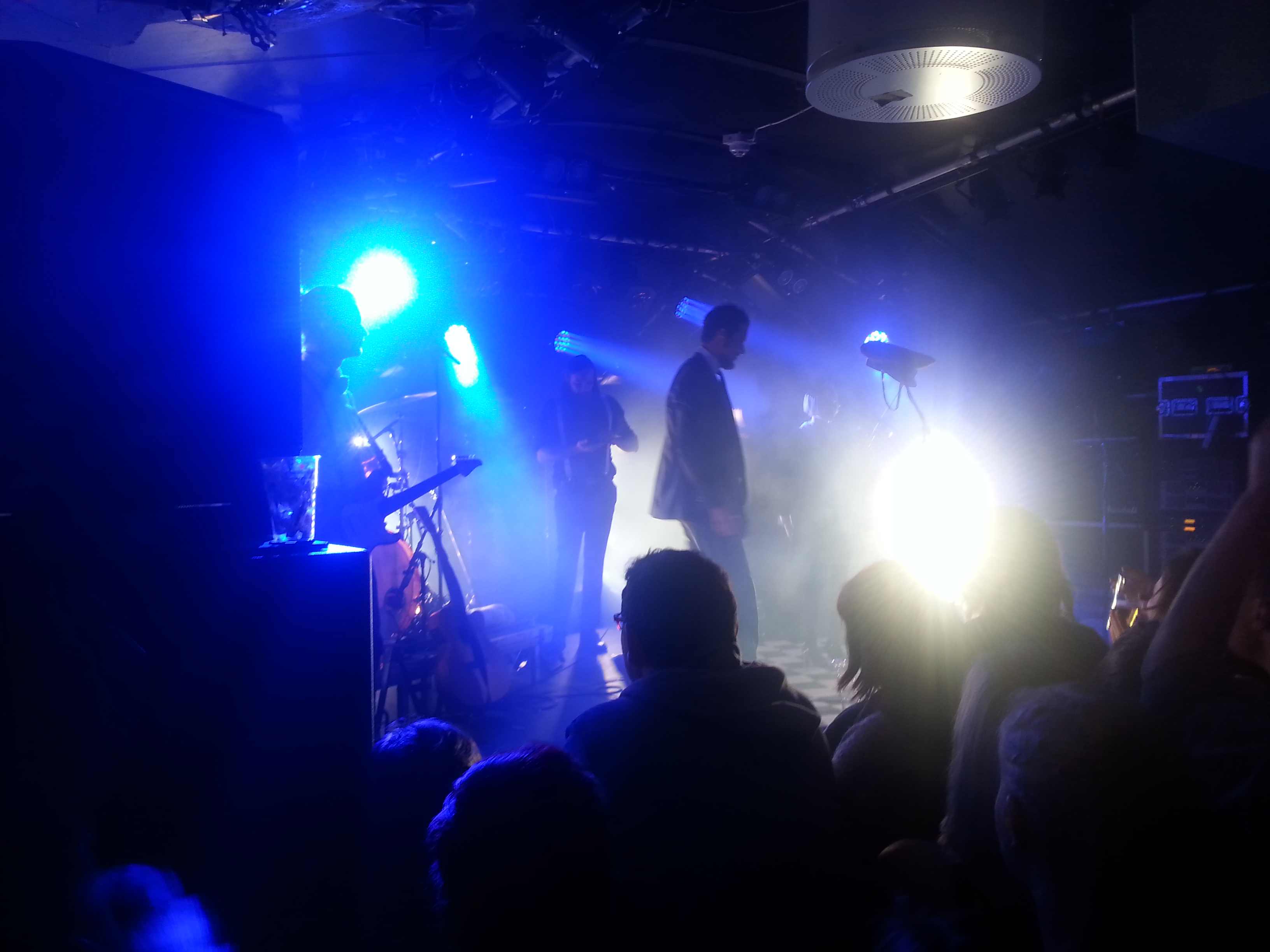
Major Parkinson en 2016

Major parkinson es una banda de rock de la ciudad de Bergen, Noruega.
Tocan un estilo de rock muy enérgico y personal, desde rock o pop clásico hard rock progressivo o más duro, pasando por el cabaret rock.

## Historia
La banda empezó en el año 2003 cuando el cantante Jon Ivar Kolltbotn, el bajista Eivand Gammersvik, el guitarrista André Lund y el batería Jan Are Rønhovde se juntaron. Ese mismo año se presentaron al Eggstock Festival en Bergen y ganaron, también vencieron en un concurso local de bandas en el pueblo de Zoom.
En el verano de 2006 la banda fue invitada al estudio de Radio Star Studios con Sylvia Massy como productora.
El 25 de agosto de 2008, Major Parkinson lanzó su álbum debut con su mismo nombre Major Parkinson (álbum). Se eligió esta fecha porque coincidía con el 50º aniversario del famoso director de cine Tim Burton. El álbum tuvo muy buena crítica de la prensa noruega, que fue considerado y votado el 11º mejor álbum del año de Noruega.
El 13 de septiembre de 2010 Major Parkinson sacó su segundo álbum llamado Songs from a Solitary Home.

## Miembros

### Actuales
- Jon Ivar Kollbotn - vocalista
- André Lund - guitarra
- Alf Borge - guitarra/coros
- Eivind Gammersvik - bajo
- Lars Christian Bjørknes - sintetizador
- Jens Erik Aasmundseth - barería

### Antiguos
- Cato Olaisen - batería (2004 - 2009)
- Rasmus Hungnes - batería (2004 - 2004)
- Jan Are Rønhovde - batería (2003 - 2004)

## Álbumes
- Major parkinson (álbum)- 2008
- Songs from a Solitary Home - 2010